# Shingo Tomita
Shingo Tomita (født 20. juni 1986) er en japansk fodboldspiller.
Han har spillet for flere forskellige klubber i sin karriere, herunder Vegalta Sendai.